# Gamma3 Octantis
Pour les articles homonymes, voir Gamma Octantis.
Désignations
Gamma3 Octantis (en abrégé γ3 Oct) est une étoile géante de la constellation australe de l'Octant, située à environ 264 années-lumière de la Terre. Elle est visible à l'œil nu avec une magnitude apparente de 5,28. 

## Environnement stellaire
L'étoile présente une parallaxe annuelle de 12,35 mas mesurée par le satellite Gaia, ce qui indique qu'elle est distante d'environ ∼ 264 a.l. (∼ 80,9 pc) de la Terre. Elle s'en éloigne à une vitesse radiale héliocentrique de +14 km/s. Sa magnitude absolue est de +0,83.
À cette distance, la luminosité de Gamma3 Octantis est diminuée de 0,2 magnitude en raison de l'extinction créée par la poussière interstellaire. Eggen (1993) répertorie l'étoile comme un membre de la population du disque épais.

## Propriétés
Gamma3 Octantis est une étoile géante rouge évoluée de type spectral K1/2 III. C'est une géante du red clump, ce qui indique qu'elle génère son énergie par la fusion de l'hélium dans son noyau. L'étoile est 2,23 fois plus massive que le Soleil et son rayon est près de 10 fois plus grand que le rayon solaire. Elle est 50,5 fois plus lumineuse que le Soleil et sa température de surface est de 4 879 K. L'étoile apparaît enrichie en métaux, avec une abondance en fer qui vaut 155 % l'abondance solaire en fer.